# Isthmura maxima
La salamandra gigante de Putla (Isthmura maxima) es una especie de anfibio caudado (salamandras) de la familia Plethodontidae.
Es endémica de México.
Sus hábitats naturales incluyen montanos húmedos, plantaciones , jardines rurales y zonas previamente boscosas ahora degradadas.